# Fatto da mamma e da papà
Fatto da mamma e da papà (noto precedentemente solo come Fatto da mamma) è stato un programma televisivo italiano, in onda dal 2021 al 2023 su Rai 2 con la conduzione di Flora Canto.
Inizialmente il programma prevedeva la presenza delle sole mamme, ma a partire dalla seconda edizione erano presenti anche i papà.

## Il programma
Il programma accoglie in cucina una mamma e un papà VIP per preparare le ricette preferite dai loro figli che racconteranno anche alcuni aneddoti della loro vita. Ad arricchire la trasmissione una rubrica sull'alimentazione dei bambini.

## Edizioni

### Riepilogo delle edizioni
| Edizione | Titolo del programma     | Periodo         | Periodo        | Conduttore  | Ospite fisso   | Ospite fisso      | Puntate |
| Edizione | Titolo del programma     | Inizio          | Fine           | Conduttore  | Ospite fisso   | Ospite fisso      | Puntate |
| -------- | ------------------------ | --------------- | -------------- | ----------- | -------------- | ----------------- | ------- |
| 1ª       | Fatto da mamma           | 5 giugno 2021   | 19 luglio 2021 | Flora Canto | Gianluca Mech. | -                 | 6       |
| 2ª       | Fatto da mamma e da papà | 15 gennaio 2022 | 19 marzo 2022  | Flora Canto | Gianluca Mech. | Francesca Minella | 8       |
| 3ª       | Fatto da mamma e da papà | 3 giugno 2023   | 8 luglio 2023  | Flora Canto | Anna Moroni    | Anna Moroni       | 6       |

### Prima edizione (2021)
La prima edizione è andata in onda dal 5 giugno 2021 al 10 luglio 2021 su Rai 2 condotta da Flora Canto. Questa edizione si chiamava semplicemente Fatto da mamma poiché nelle puntate ad affiancare la conduttrice nella preparazione delle ricette vi erano solamente ospiti di sesso femminile. All'interno della trasmissione, vi era anche una rubrica curata dal nutrizionista Gianluca Mech.
La sigla della trasmissione era Mamma Mia degli ABBA. La trasmissione veniva realizzata presso il ristorante Alfredo Persichella dal 1960 situato a Bracciano, nella città metropolitana di Roma. 
| Puntata | Messa in onda  | Ospiti                 | Telespettatori | Share |
| ------- | -------------- | ---------------------- | -------------- | ----- |
| 1       | 5 giugno 2021  | Maria Grazia Cucinotta | 569.000        | 5,4%  |
| 2       | 12 giugno 2021 | Veronica Maya          | 378.000        | 3,7%  |
| 3       | 19 giugno 2021 | Carmen Russo           | 420.000        | 4%    |
| 4       | 26 giugno 2021 | Manila Nazzaro         | 315.000        | 3,1%  |
| 5       | 3 luglio 2021  | Elena Saltarelli       | 390.000        | 3,7%  |
| 6       | 10 luglio 2021 | Tosca D'Aquino         | 390.000        | 4%    |
| 7       | 19 luglio 2021 | Matilde Brandi         | 305.000        | 3,1%  |

### Seconda edizione (2022)
La seconda edizione è andata in onda dal 15 gennaio 2022 al 19 marzo 2022 sempre su Rai 2 con Flora Canto alla conduzione. Da quest'edizione, il programma cambia nome e diventa Fatto da mamma e da papà aprendo così anche a degli ospiti maschili e rispetto alla scorsa edizione, ad ogni puntata vi sono due ospiti vip. Anche all'interno di questa edizione vi è presente il nutrizionista Gianluca Mech e in più viene aggiunta una nuova rubrica di cucina, dove prende parte la chef Francesca Minnella, ad ogni fine puntata.
A causa della Coppa del Mondo di Sci, il programma non è andato in onda sabato 5 marzo 2022.
Per quest'edizione viene realizzata una sigla cantata dalla stessa Flora Canto e scritta da Adian Zammit, Andrea Perrozzi e Pino Iodice. 
| Puntata | Messa in onda    | Ospiti                              | Telespettatori | Share |
| ------- | ---------------- | ----------------------------------- | -------------- | ----- |
| 1       | 15 gennaio 2022  | Stefano De Martino, Emanuela Aureli | 305.000        | 2,6%  |
| 2       | 29 gennaio 2022  | Enrico Brignano, Rita dalla Chiesa  | 390.000        | 3,1%  |
| 3       | 5 febbraio 2022  | Massimo Ciavarro, Aida Yespica      | 320.000        | 2,67% |
| 4       | 12 febbraio 2022 | Anna Moroni, Marco Maddaloni        | 343.000        | 3,04% |
| 5       | 19 febbraio 2022 | Monica Leofreddi, Roberto Ciufoli   | 370.000        | 3,4%  |
| 6       | 26 febbraio 2022 | Giancarlo Magalli, Fiona May        | 364.000        | 3%    |
| 7       | 12 marzo 2022    | Justine Mattera, Andrea Lo Cicero   | 364.000        | 3,1%  |
| 8       | 19 marzo 2022    | Valentina Persia, Emis Killa        | 388.000        | 3,3%  |

### Terza edizione (2023)
La terza edizione è andata in onda dal 3 giugno all'8 luglio 2023 sempre su Rai 2 con Flora Canto alla conduzione. In questa edizione si torna ad ospitare un solo ospite vip a puntata, esce dal cast il nutrizionista Gianluca Mech presente nelle due edizioni precedenti ed entra invece Anna Moroni con la rubrica Fatto da nonna. 
| Puntata | Messa in onda  | Ospite                | Telespettatori | Share |
| ------- | -------------- | --------------------- | -------------- | ----- |
| 1       | 3 giugno 2023  | Samantha de Grenet    | 283.000        | 3,3%  |
| 2       | 10 giugno 2023 | Gilles Rocca          | 385.000        | 4,4%  |
| 3       | 17 giugno 2023 | Angela Rafanelli      | 334.000        | 3,9%  |
| 4       | 24 giugno 2023 | Massimiliano Rosolino | 428.000        | 5,1%  |
| 5       | 1º luglio 2023 | Milena Miconi         | 410.000        | 4,8%  |
| 6       | 8 luglio 2023  | Antonio Giuliani      | 284.000        | 3,4%  |

## Audience
| Edizione | Rete televisiva | Anno | Stagione         | Programmazione | Programmazione | Programmazione | Programmazione | Programmazione | Programmazione | Programmazione | Collocazione | Telespettatori | Share |
| Edizione | Rete televisiva | Anno | Stagione         | L              | M              | M              | G              | V              | S              | D              | Collocazione | Telespettatori | Share |
| -------- | --------------- | ---- | ---------------- | -------------- | -------------- | -------------- | -------------- | -------------- | -------------- | -------------- | ------------ | -------------- | ----- |
| 1ª       | Rai 2           | 2021 | primavera-estate |                |                |                |                |                |                |                | mezzogiorno  | 395.000        | 3,85% |
| 2ª       | Rai 2           | 2022 | inverno          | 355.000        | 3%             |                |                |                |                |                | mezzogiorno  |                |       |
| 3ª       | Rai 2           | 2023 | primavera-estate |                |                |                |                |                |                |                | mezzogiorno  |                |       |